# Neoplecostomus yapo
Neoplecostomus yapo är en fiskart som beskrevs av Zawadzki, Pavanelli och Francisco Langeani 2008. Neoplecostomus yapo ingår i släktet Neoplecostomus och familjen Loricariidae. Inga underarter finns listade i Catalogue of Life.